# Arthur Fitzgerald Kinnaird
Arthur Fitzgerald Kinnaird, 11. lord Kinnaird (født 16. februar 1847, død 30. januar 1923) var leder af The Football Association og en fremtrædende fodboldspiller.

## Spillerkarriere

### FA Cup-meritter
Kinnaird spillede i den anden FA Cup-finale i 1873 da Wanderers slog Oxford University 2-0. Derefter deltog han i yderligere otte finaler. Han vandt tilsammen tre gange med Wanderers og to gange med Old Etonians, en rekord som fortsat står. Hans femte cupmesterskab tog han, da Old Etonians slog Blackburn Rovers 1-0 i 1882, og han fejrede det ved at stå på hovedet foran pavillonen.

### Alsidig spiller
I løbet af karrieren som cupfinalespiller spillede Kinnaird i alle positioner fra målmand til angriber. I 1877-finalen da han spillede for Wanderers, scorede han tidernes første selvmål i en FA-cupfinale. Det skete da han ved et uheld tog et skridt tilbage og gik over stregen, efter at have taget et ufarligt langskud fra en Oxford University-angriber. Målet blev rigtignok ikke krediteret Kinnaird før de tidlige fodboldstatistikker blev gennemgået hundrede år senere. Der har været spekuleret i, at Kinnaird benyttede sig af sin stilling i FA-systemet til at skygge over episoden. Men forvirringen omkring målscoreren ser ud til at være opstået på grund af den noget unøjagtige kamprapport, som var normal i disse pionérår.
Som søn af en gammel Perth-familie, spillede også Kinnaird en landskamp for Skotland, da de mødte England i den anden officielle landskamp på The Oval i 1873. Han repræsenterede også Skotland i tilsammen tre uofficielle landskampe mod England i 1870 og 1871.

### "Hacking"
Kinnaird var kendt for "hacking", en kontroversiel spillestil i disse år, som gik ud på, at det skulle være tilladt at sparke modspillerne på læggen. Han var også kendt for at være den måske hårdeste og mest rå tackler i sin tid.

### Karakteristikker
Sportsskribenter samt med- og modspillere roste Kinnairds evner som fodboldspiller, både under og efter hans karriere. J.A.H. Catton, redaktør for Athletic News, skrev følgende om ham: "Gennemsnitlig kropsbygning og langt skæg. Virkede ikke som en skotte før nogen snakkede til ham og hørte hans høje røst og korte koncise sætninger. Men han havde også manererne som en dannet mand. Han var en ledertype, og fremfor alt en muskuløs kristen. Som spiller, i hvilken som helst position, var han eksponent for en fysisk og robust fodbold. Han var med til at gøre fodbolden populær ved at være aktiv inden for sporten i alle samfundsklasser. Han var lige meget sammen med drengene i London-klubben Polytechnic som med Old Etonians.
Han var en velkendt figur på banen, altid klædt i bukser og blå/hvid kasket. Lord Kinnaird plejede at sige, at han spillede fire eller fem kampe om ugen. Men han indrømmede senere i livet, at han ville blive udvist efter fem minutter i den moderne fodbold. Men indenfor sin tids regler var han en fair spiller."

## Efter den aktive karriere
Kinnaird sad i FA-komitéen i en alder af 22 år i 1869. Otte år senere blev han kasserer, og præsident 13 år efter det igen, da han overtog efter Major Francis Marindin. Kinnaird sad som FA-præsident i 33 år, frem til sin død i 1923 – bare måneder før Wembley Stadion blev åbnet.
Udenfor fodbolden havde han i tillæg en række offentlige hverv. Han var ridder af Tidselordenen.